# 克里奥拉 (路易斯安那州)
克里奥拉（英語：Creola）是美国路易斯安那州下属的一座村镇。根据2010年美国人口普查，该市有人口213人。建置上，属于“village”。